# Wild Turkey

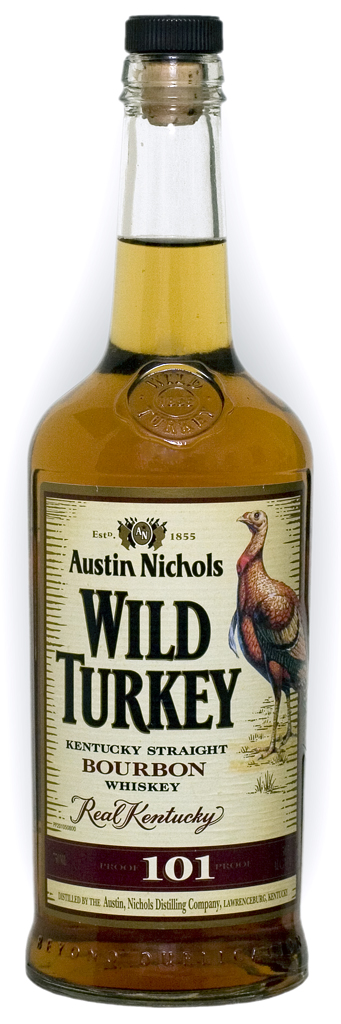
Garrafa de Wild Turkey

Wild Turkey é uma marca de uísque bourbon. Foi produzida pela Austin, Nichols, uma divisão do grupo Pernod Ricard, até 2009, quando foi adquirida pelo Grupo Campari. É uma das marcas mais populares de bourbon do mercado norte-americano.

## Prêmios
Em 2012, o Wild Turkey 101 ganhou o prêmio "Editor's Choice" da Whiskey Magazine. An aggregator from various "expert" body reviews places the 101 Single Barrel in the 97th percentile of all rated bourbons. Um agregador de várias análises corporais "especializadas" coloca o 101 Single Barrel no 97º percentil de todos os bourbons classificados.